# Pirostoma circinans
Pirostoma circinans är en svampart som först beskrevs av Elias Fries, och fick sitt nu gällande namn av Pier Andrea Saccardo 1870. Pirostoma circinans ingår i släktet Pirostoma, divisionen sporsäcksvampar och riket svampar.   Inga underarter finns listade i Catalogue of Life.